# 55. ceremonia wręczenia nagród Grammy
55. ceremonia wręczenia nagród Grammy, prestiżowych amerykańskich nagród muzycznych wręczanych przez Narodową Akademię Sztuki i Techniki Rejestracji (NARAS), odbyła się 10 lutego 2013 roku w hali widowiskowej Staples Center w Los Angeles, w stanie Kalifornia. Jej transmisja na żywo miała miejsce na antenie stacji telewizyjnej CBS. Gospodarzem ceremonii był raper LL Cool J. W trakcie gali rozdano honoraria dla muzyków za ich osiągnięcia w roku 2012. Była to pierwsza ceremonia Grammy po modyfikacji i zwiększeniu liczby kategorii do 81.
Nominacje ogłoszono w dniu 5 grudnia 2012 r. W telewizji w czasie największej oglądalności w ramach „The GRAMMY Nominations Concert Live! – Countdown to Music's Biggest Night”, jednogodzinnej specjalnej imprezie współorganizowanej przez LL Cool J & Taylor Swift i transmitowanej na żywo na CBS z Bridgestone Arena w Nashville, Tennessee. Najwięcej nominacji (sześć) otrzymali Fun, Frank Ocean, Mumford & Sons, Jay-Z, Kanye West i Dan Auerbach.

## Nagrody

### Obszar generalny
Lista składa się ze wszystkich nominowanych, a zwycięzcy zostaną pogrubieni.

#### Nagranie roku
- "Somebody That I Used to Know" – Gotye featuring Kimbra
- "Lonely Boy" – The Black Keys
- "Stronger (What Doesn’t Kill You)" – Kelly Clarkson
- "We Are Young" – Fun
- "Thinkin Bout You" – Frank Ocean
- "We Are Never Ever Getting Back Together" – Taylor Swift

#### Album roku
- Babel – Mumford & Sons
- El Camino – The Black Keys
- Some Nights – Fun
- Channel Orange – Frank Ocean
- Blunderbuss – Jack White

#### Piosenka roku
- "We Are Young" – Fun i Janelle Monáe (Autorzy: Jack Antonoff, Jeff Bhasker, Andrew Dost & Nate Ruess)
- "The A Team" – Ed Sheeran (Autor: Ed Sheeran)
- "Adorn" – Miguel (Autor: Miguel Pimentel)
- "Call Me Maybe" – Carly Rae Jepsen (Autorzy: Tavish Crowe, Carly Rae Jepsen & Josh Ramsay)
- "Stronger (What Doesn’t Kill You)" – Kelly Clarkson (Autorzy: Jörgen Elofsson, David Gamson, Greg Kurstin & Ali Tamposi)

#### Najlepszy nowy artysta
- Fun
- Alabama Shakes
- Hunter Hayes
- The Lumineers
- Frank Ocean

### Pop

#### Najlepszy występ pop solowy
- "Set Fire to the Rain" (Live) – Adele
- "Stronger (What Doesn’t Kill You)" – Kelly Clarkson
- "Call Me Maybe" – Carly Rae Jepsen
- "Wide Awake" – Katy Perry
- "Where Have You Been" – Rihanna

#### Najlepszy występ pop w duecie lub w zespole
- "Somebody That I Used to Know" – Gotye & Kimbra
- "Shake It Out" – Florence and the Machine
- "We Are Young" – Fun & Janelle Monáe
- "Sexy and I Know It" – LMFAO
- "Payphone" – Maroon 5 & Wiz Khalifa

#### Najlepszy album popowy
- Stronger – Kelly Clarkson
- Ceremonials – Florence and the Machine
- Some Nights – Fun
- Overexposed – Maroon 5
- The Truth About Love – Pink

### Rock

#### Najlepsza piosenka rockowa
- "Lonely Boy" – The Black Keys

#### Najlepszy album rockowy
- El Camino – The Black Keys

#### Najlepszy występ rockowy
- "Lonely Boy" – The Black Keys

#### Najlepszy występ metalowy
- "Love Bites (So Do I)" – Halestorm

### Muzyka alternatywna

#### Najlepszy album alternatywny
- Making Mirrors – Gotye
- The Idler Wheel Is Wiser Than the Driver of the Screw and Whipping Cords Will Serve You More Than Ropes Will Ever Do – Fiona Apple
- Biophilia – Björk
- Hurry Up, We’re Dreaming – M83
- Bad as Me – Tom Waits

### R&B

#### Najlepsza piosenka R&B
- "Adorn" – Miguel

#### Najlepszy album R&B
- Black Radio – Robert Glasper Experiment

#### Najlepszy występ tradycyjnego R&B
- "Love on Top" – Beyoncé

#### Najlepszy album Contemporary R&B
- Channel Orange – Frank Ocean

### Rap

#### Najlepszy album Rapowy
- Take Care – Drake
- Food & Liquor II: The Great American Rap Album Pt. 1 – Lupe Fiasco
- Life is Good – Nas
- Undun – The Roots
- God Forgives, I Don’t – Rick Ross
- Based on a T.R.U. Story – 2 Chainz

#### Najlepsza Rapowa kolaboracja
- "No Church in the Wild" – Jay-Z and Kanye West featuring Frank Ocean & The-Dream

#### Najlepszy występ hip-hopowy
- "Niggas in Paris" – Jay-Z & Kanye West
- "HYFR (Hell Ya Fucking Right)" – Drake & Lil Wayne
- "Daughters" – Nas
- "Mercy" – Kanye West, Big Sean, Pusha T & 2 Chainz
- "I Do" – Young Jeezy featuring Jay-Z & André 3000

### Country

#### Najlepszy album country
- Uncaged – Zac Brown Band

#### Najlepsza piosenka country
- "Blown Away" – Carrie Underwood

### New Age

#### Najlepszy album New Age
- Echoes of Love – Omar Akram

### Jazz

#### Najlepszy jazzowy album wokalny
- Radio Music Society – Esperanza Spalding

#### Najlepszy jazzowy album instrumentalny
- Unity Band – Pat Metheny Unity Band

#### Najlepszy jazzowy album Ensemble
- Dear Diz (Every Day I Think of You) – Arturo Sandoval

### Gospel

#### Najlepszy album gospel
- Gravity – Lecrae

#### Najlepsza piosenka gospel
- "Go Get It" – Mary Mary

#### Najlepszy występ gospel/christian music
- "10,000 Reasons (Bless the Lord)" – Matt Redman

#### Najlepszy album Contemporary gospel
- Eye on It – TobyMac

### Muzyka latynoamerykańska

#### Najlepszy album pop latino
- MTV Unplugged: Deluxe Edition – Juanes

#### Najlepszy album rock/urban/alternatywa latino
- Imaginaries – Quetzal

### Reggae

#### Najlepszy album muzyki reggae
- Rebirth – Jimmy Cliff

### World Music

#### Najlepszy album World Music
- The Living Room Sessions Part 1 – Ravi Shankar

### Dzieci

#### Najlepszy album dziecięcy
- Can You Canoe? – The Okee Dokee Brothers